# Файф фингър дет пънч
Файф фингър дет пънч (на английски: Five Finger Death Punch) (акроними FFDP или 5FDP ) е американска хевиметъл група от Лас Вегас, Невада.
Името на групата препраща към филма за бойни изкуства Zhao – The Invincible (1972). Водещият певец Айвън Мууди често държи ръцете си в поза, която има за цел да подскаже този изобретен кунг-фу жест по време на изпълнения на живо, вместо юмрук или метални клаксони.

## История
Файф фингър дет пънч е създадена през 2005 г. от китариста Золтан Батори заедно с барабаниста Джеръми Спенсър. Те доведоха певеца Айвън Мууди (бивш от Моторгейтър, Гост Машин и Блек Блъд Оркестра), китариста Кейлъб Бингам и басиста Мат Снел малко след това. Бингам е заменен от Даръл Робъртс през 2007 г., който пък е заменен от Джейсън Хук през 2009 г. През 2011 г. Снел се разделя с тях и е заменен от Крис Каел.
Групата записва дебютния си албум The Way of the Fist през 2006 г. със Стево „Шотгън“ Бруно и Майк Саркисян. Записът е смесен и режисиран от Логан Мейдър (Машин Хед, Соулфлай). През юни е обявено, че групата е подписала договор с Firm Music, част от The Firm (Корн, Стейнд Лаймп Бискуит). Дебютният албум е издаден на 31 юли 2007 г.
Вторият албум, War Is the Answer, е издаден на 22 септември 2009 г. в Съединените щати. Първият сингъл от него се казва „Hard to See“. Техният сингъл „Walk Away“ е използван за PPV Lockdown на фестивала Total Nonstop Action Wrestling 2010.
Песента „Dying Breed“ е използвана за саундтрака на видеоиграта на ужасите/екшън Splatterhouse през 2010 г., „Hard to See“ може да се играе в Guitar Hero: Warriors of Rock. Песента „Far from Home“ се изпълнява в телевизионния сериал Criminal Minds в сезон 6, епизод 10.
На 11 октомври 2011 г. е издаден третият албум, American Capitalist.
На 26 юли 2013 г. излиза първата част от четвъртия албум, The Wrong Side of Heaven and the Righteous Side of Hell. Втората част е пусната в Германия на 15 ноември 2013 г.
На 1 май 2015 г. избухва разгорещен спор на сцената на концерт в Мемфис, Тенеси. След като вокалистът Айвън Мууди се подиграва с Джеръми Спенсър, групата напусна сцената. След което Муди, останал сам, забавлява публиката, бандата се опита още няколко пъти да продължи концерта. След окончателната раздяла се появяват слухове за раздяла, но са отречени от FFDP. Мууди се извинява и обиколката продължава.
На 12 юни 2017 г. Мууди често напуска сцената на концерт в Тилбург, две песни трябва да бъдат изпяти от Томи Векст. Тогава групата обявява, че останалата част от европейското турне ще бъде отказано с Векст като певец.
На 18 декември 2018 г. барабанистът Джереми Спенсър обявява, че напуска групата след 14 години служба. Причината, която посочва е, че вече физически не е в състояние да продължи да работи за групата. Преди това той трябва да прекъсне ко-хедлайнерското турне с Breaking Benjamin поради операция на гърба.
Джейсън Хук напуска групата на 13 октомври 2020 г. След като Хук отпада от последното европейско турне поради здравословни причини, той взе решение да напусне групата. Неговият заместник по това време, Анди Джеймс, е обявен за негов наследник от 5FDP с незабавно участие.